# Удаление недостижимого кода
В теории компиляторов удалением недостижимого кода (англ. unreachable code elimination) называется оптимизация, удаляющая недостижимый код, то есть код, который содержится в программе, но по каким-то причинам никогда не исполняется. В графе потока управления программы этот код содержится в узлах, недостижимых из начального узла. Само преобразование напрямую не влияет на скорость исполнения программы, ведь удаляемые инструкции всё равно никогда не исполняются и не занимают процессорного времени; но оно оказывает косвенный положительный эффект, снижая давление на кэш инструкций и расширяя возможности последующих оптимизаций, работающих с графом потока управления.

## Примеры
Рассмотрим следующий пример на языке Си:
```
int
 
foo
(
int
 
a
)

 
{

   
int
 
b
;

   
b
 
=
 
a
 
<<
 
2
;

   
return
 
b
;

   
b
 
=
 
47
;
 
/* Недостижимый код */

   
return
 
0
;
 
/* Недостижимый код */

 
}

```

В данном примере операция присваивания b = 47 и последующий выход из процедуры являются недостижимым кодом, так как оно происходит после безусловного возврата из процедуры. После того как оптимизация удалит указанные операции получим:
```
int
 
foo
(
int
 
a
)

 
{

   
int
 
b
;

   
b
 
=
 
a
 
<<
 
2
;

   
return
 
b
;

 
}

```

Распространённой практикой в отладке программ является временное отключение части кода. Обычно это делается с помощью комментирования этого участка кода (что часто бывает затруднительно, из-за наличия в программе других комментариев) или директив препроцессора (в C/C++ это директивы #if 0 ... #endif). Использование удаления недостижимого кода может служить альтернативой выключения кода с помощью препроцессора.
Рассмотрим следующий пример на языке Java:
```
 
public
 
static
 
int
 
Sample
()
 
{

   
int
 
a
 
=
 
5
;

   
int
 
b
 
=
 
6
;

   
int
 
c
;

   
c
 
=
 
a
 
+
 
b
;

   
if
(
false
)
 
{
 
/* DEBUG */

     
System
.
out
.
format
(
"%d"
,
 
c
);

   
}

   
return
 
c
;

 
}

```

Код внутри оператора if не может выполнится, так как является недостижимым, и будет полностью удалён оптимизацией.